# Edward Inglefield
Edward Augustus Inglefield est un officier de la Marine britannique et un explorateur de l'archipel arctique canadien, né le 27 mars 1820 et mort le 4 septembre 1894. Il commanda une expédition de recherche de l'explorateur arctique John Franklin dans les années 1850 et cartographia des régions jusque-là inexplorées de la côte septentrionale du Canada. Il est également l'inventeur d'un gouvernail de marine hydraulique et d'un type d'ancre qui porte son nom.

## Premier voyage dans l'Arctique
Commandant le vapeur privé de Lady Franklin, l'Isabel, Ingelfield quitta la Grande-Bretagne en juillet 1852, soit sept ans après le départ de Franklin pour son malheureux voyage de recherche du mythique passage du Nord-Ouest. Après avoir atteint l'Arctique, Inglefield explora et cartographia la côte occidentale du Groenland ; l'île d'Ellesmere fut de nouveau observée et nommée en l'honneur du président de la Royal Geographical Society ; le détroit de Smith fut exploré plus en profondeur que lors des précédentes explorations connues ; le détroit de Jones fut également exploré. L'expédition débarqua sur l'île Beechey, dans le détroit de Lancaster. Aucun signe, toutefois, de l'expédition de Franklin ne fut trouvé. Enfin, avant que le début de l'hiver ne force Inglefield à repartir, l'expédition explora et cartographie la plus grande partie de la côte orientale de l'île de Baffin.
Bien qu'il n'ait retrouvé aucune trace de l'expédition de Franklin, Inglefield fut fêté à son retour pour les travaux de relevé cartographique réalisés par son expédition. La Royal Geographical Society lui décerna en 1853 sa médaille d'honneur « pour son audacieuse exploration des côtes de la baie de Baffin, du Smith Sound et du détroit de Lancaster. »

## Voyages ultérieurs dans l'Arctique
Inglefield effectua deux autres voyages dans l'Arctique pour approvisionner l'expédition de recherche de Franklin dirigée par Edward Belcher. Il revint du premier voyage en 1853, ramenant avec lui le premier officier à avoir franchi le Passage du Nord-Ouest, Samuel Gurney Cresswell du HMS Investigator. L'Investigator avait également été envoyé dans l'Arctique pour participer aux recherches de Franklin, mais en partant du côté occidental de grand nord canadien.
Inglefield retourna dans l'Arctique l'année suivante (1854) et trouva les navires de Belcher abandonnés, sauf un dans lequel les équipages s'étaient réfugiés. Inglefield ramena la plupart de ces hommes avec lui en Angleterre.

## Vie ultérieure
Peu après son retour de l'Arctique, Inglefield fut nommé capitaine du Firebrand et envoyé dans la mer Noire, où il participa au siège de Sébastopol. Après la guerre de Crimée, il fut capitaine de plusieurs navires et continua à s'élever en grade. En 1869, il fut ainsi promu contre-amiral et trois ans plus tard superintendant du Royal Naval Dockyard de Malte. Il fut ensuite vice-amiral, puis amiral. Entre-temps, il avait été anobli.
Inglefield prit sa retraite en 1885. Il consacra dès lors la plus grande partie de son temps à la peinture. Ses aquarelles de paysages arctiques furent exposées dans plusieurs galeries londoniennes. Il mourut à l'âge de 74 ans, en 1894.

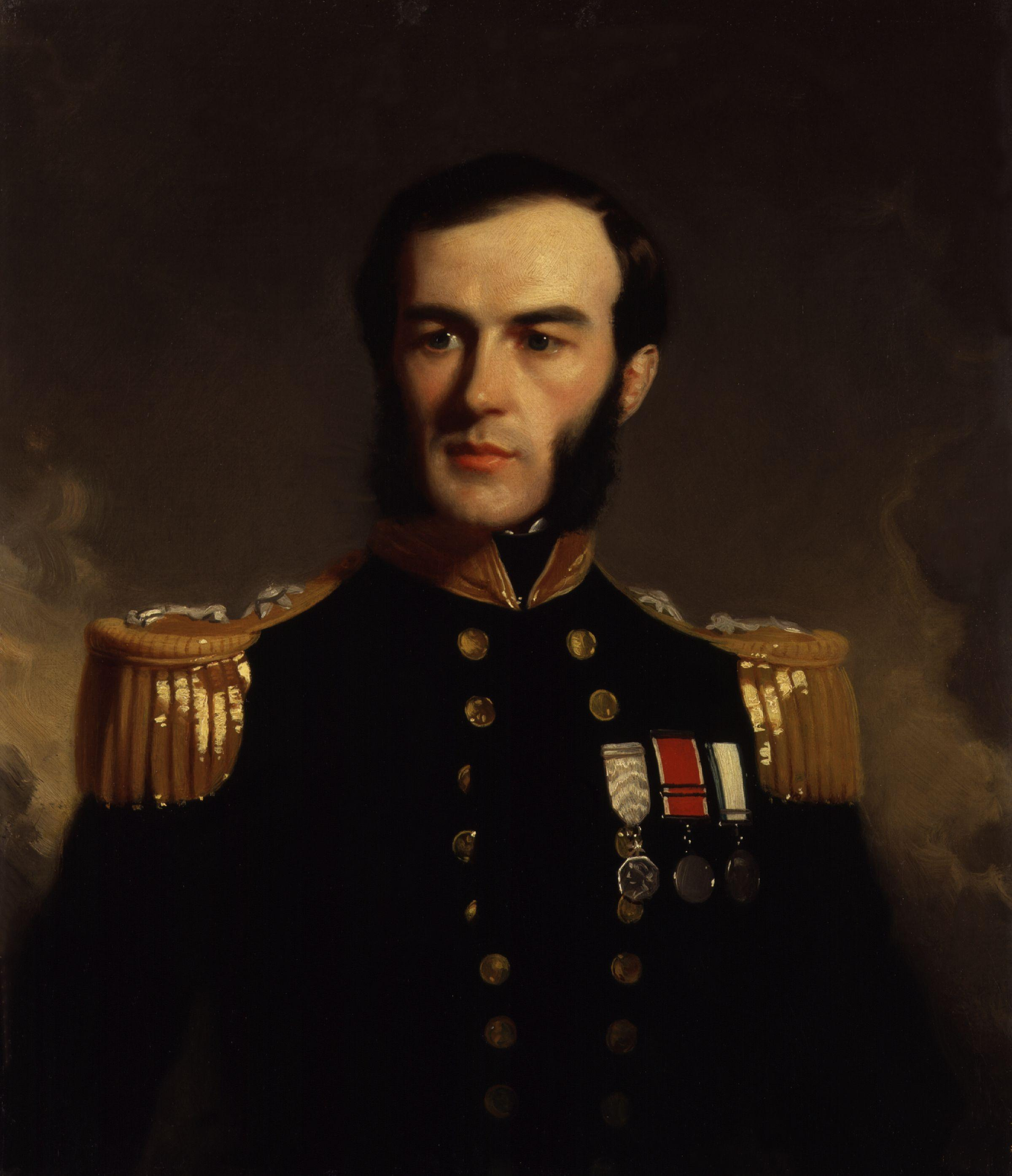
Portrait par Stephen Pearce, 1853.
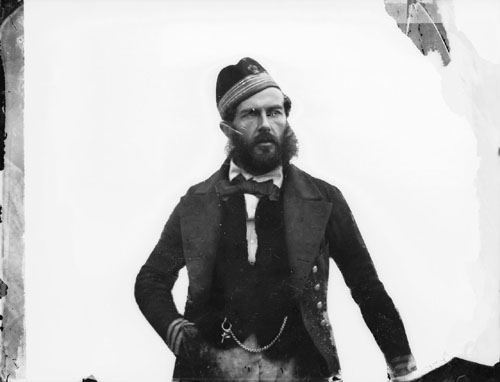
Inglefield en 1854